# USS Ross (DD-563)
USS Ross (DD-563) là một tàu khu trục lớp Fletcher được Hải quân Hoa Kỳ chế tạo trong Chiến tranh Thế giới thứ hai. Nó là chiếc tàu chiến duy nhất của Hải quân Mỹ được đặt theo tên Đại úy Hải quân David Ross, một thuyền trưởng tàu lùng từng phục vụ trong Hải quân Lục địa. Nó hoạt động cho đến hết Thế Chiến II, là chiếc tàu chiến duy nhất của Hải quân Mỹ sống sót qua hai vụ nổ thủy lôi ngầm bên dưới lườn tàu. Nó được cho xuất biên chế năm 1946 nhưng được nhập biên chế trở lại năm 1951 để tiếp tục phục vụ cho đến năm 1959, bị rút đăng bạ năm 1974 và bị đánh chìm như một mục tiêu năm 1978. Nó được tặng thưởng năm Ngôi sao Chiến trận do thành tích hoạt động trong Thế Chiến II.

## Thiết kế và chế tạo
Ross được đặt lườn tại xưởng tàu của hãng Seattle-Tacoma Shipbuilding Corporation ở Seattle, Washington vào ngày 7 tháng 9 năm 1942. Nó được hạ thủy vào ngày 10 tháng 9 năm 1943; được đỡ đầu bởi bà William J. Malone; và nhập biên chế vào ngày 21 tháng 2 năm 1944 dưới quyền chỉ huy của Hạm trưởng, Trung tá Hải quân Benjamin Coe.

## Lịch sử hoạt động
Ross hoàn tất việc chạy thử máy huấn luyện ngoài khơi bờ biển California vào đầu tháng 5 năm 1944, và vào ngày 5 tháng 5 đã lên đường đi Trân Châu Cảng. Nó khởi hành từ đây vào ngày 29 tháng 5 cùng Lực lượng Đặc nhiệm 52 để đi Eniwetok, nơi hạm đội lên đường hướng đến Saipan, bắt đầu Chiến dịch quần đảo Mariana và Palaus.

### Chiến dịch quần đảo Mariana và Palaus
Được phân về một đội hỗ trợ tiếp liệu cho các tàu sân bay trong trận Saipan, Ross đi đến khu vực hoạt động phía Đông hòn đảo vào ngày 14 tháng 6. Trong quá trình đổ bộ diễn ra vào ngày 15 tháng 6, và cho đến ngày 19 tháng 6, nó ở lại khu vực làm nhiệm vụ bảo vệ và canh phòng máy bay cho các tàu sân bay. Vào ngày 19 tháng 6, nó hướng sang phía Đông cùng tàu sân bay hộ tống Kalinin Bay (CVE-68) để đến điểm hẹn, nơi tiếp nhận máy bay thay thế đến từ Eniwetok. Đến ngày 25 tháng 6, hai con tàu gia nhập trở lại lực lượng hỗ trợ tại Saipan. Nó tiếp tục ở lại khu vực phụ cận Saipan và Tinian cho đến tháng 7, chỉ ngắt quãng bởi một chuyến đi tiếp nhận máy bay thay thế khác.
Vào ngày 1 tháng 8, Ross quay trở về Eniwetok, rồi hướng đến khu vực quần đảo Solomon để tổng dợt cho chiến dịch Palau. Vào ngày 6 tháng 8, nó rời vịnh Purvis trong thành phần Đội đặc nhiệm 32.5, lực lượng bắn pháo hỗ trợ phía Tây. Đi đến ngoài khơi Peleliu vào ngày 12 tháng 8, nó hộ tống cho các tàu chiến chủ lực khi chúng bắt đầu bắn phá các bãi đổ bộ dự kiến. Vào sáng ngày 13 tháng 8, nó tiếp cận các bãi White và Orange để hỗ trợ hỏa lực cho các Đội phá hoại dưới nước (UDT) làm nhiệm vụ dọn chướng ngại vật, xen kẻ nhiệm vụ này và việc hộ tống bảo vệ trong ngày này và ngày tiếp theo. Trong đêm 14-15 tháng 8, nó bắn phá đảo Ngesebus và tuần tra ngăn chặn tuyến hàng hải đối phương; và trước khi đổ bộ lúc 08 giờ 30 phút, nó nả pháo vào các đài quan sát đối phương tại khu vực tấn công. Sau khi lực lượng đổ bộ lên bờ, nó chuyển sang nhiệm vụ bắn hỏa lực theo yêu cầu, và luân phiên nhiệm vụ này với việc tuần tra ban đêm và canh phòng cho đến ngày 20 tháng 8.
Vào ngày này, Ross lên đường đi Ulithi, và khi đến nơi vào ngày hôm sau, nó hỗ trợ các hoạt động phá hoại dưới nước (UDT) tại Asor, Falalop và Sorlen. Đến ngày 23 tháng 8, nó hỗ trợ cho cuộc đổ bộ lên Falalop, và sang ngày hôm sau nó lên đường quay trở về Peleliu. Trên đường đi, nó ghé qua Kossol Roads để đón lên tàu Thiếu tướng Thủy quân Lục chiến Julian C. Smith và ban tham mưu của ông, để chuyên chở đến Peleliu. Đến nơi vào ngày 26 tháng 8, nó làm nhiệm vụ bắn pháo quấy phá, bắn hỏa lực theo yêu cầu, và bắn pháo sáng ban đêm cho đến ngày 29 tháng 8, khi nó lên đường đi đến Manus chuẩn bị cho việc chiếm đóng Leyte.

### Chiến dịch Philippines
Vào ngày 12 tháng 10, Ross khởi hành từ quần đảo Admiralty và đi đến ngoài khơi đảo Dinagat năm ngày sau đó. Vào sáng ngày 18 tháng 10, nó hỗ trợ cho cuộc đổ bộ lên đảo này tại bãi Black Beach 2, rồi gia nhập Đơn vị Đặc nhiệm 77.2.6 để hỗ trợ cho các hoạt động quét mìn. Lúc 01 giờ 33 phút ngày 19 tháng 10, nó trúng phải một quả mìn bên mạn trái bên dưới phòng động cơ và phòng nồi hơi phía trước, và bắt đầu bị nghiêng sang mạn trái. Đến 01 giờ 55 phút, nó lại trúng thêm một quả mìn thứ hai tại khu vực lân cận phòng động cơ thứ hai; độ nghiêng tăng lên đến 14°. Các chiếc tàu kéo Chickasaw (ATF-83) và tàu cứu hộ trục vớt Preserver (ARS-8) đã tiếp cận để trợ giúp.
Đến 02 giờ 10 phút, Ross phóng bỏ sáu quả ngư lôi, toàn bộ mìn sâu mang theo bên mạn trái và các vật dụng không thiết yếu. Những trọng lượng nặng được chuyển sang mạn phải và độ nghiêng bắt đầu giảm. Đến 03 giờ15 phút, sĩ quan y tế, những ngườ bị thương nặng và tài sản con tàu được chuyển sang chiếc Chickasaw. Đến 03 giờ 43 phút, nó được chiếc tàu kéo kéo đi và đi đến đảo Homonhon bốn giờ sau đó. Tổn thất của vụ mìn khiến ba người thiệt mạng, 20 người mất tích và chín người bị thương. Nơi neo đậu bị máy bay Nhật Bản tấn công lúc 12 giờ 04 phút; mảnh bom đã làm bị thương thêm hai người trong số thủy thủ đoàn. Đến xế chiều, nó được kéo đến nơi neo đậu về phía Nam đảo Mariquitdaquit; lúc bình minh ngày 20 tháng 10, nơi neo đậu lại bị tấn công.

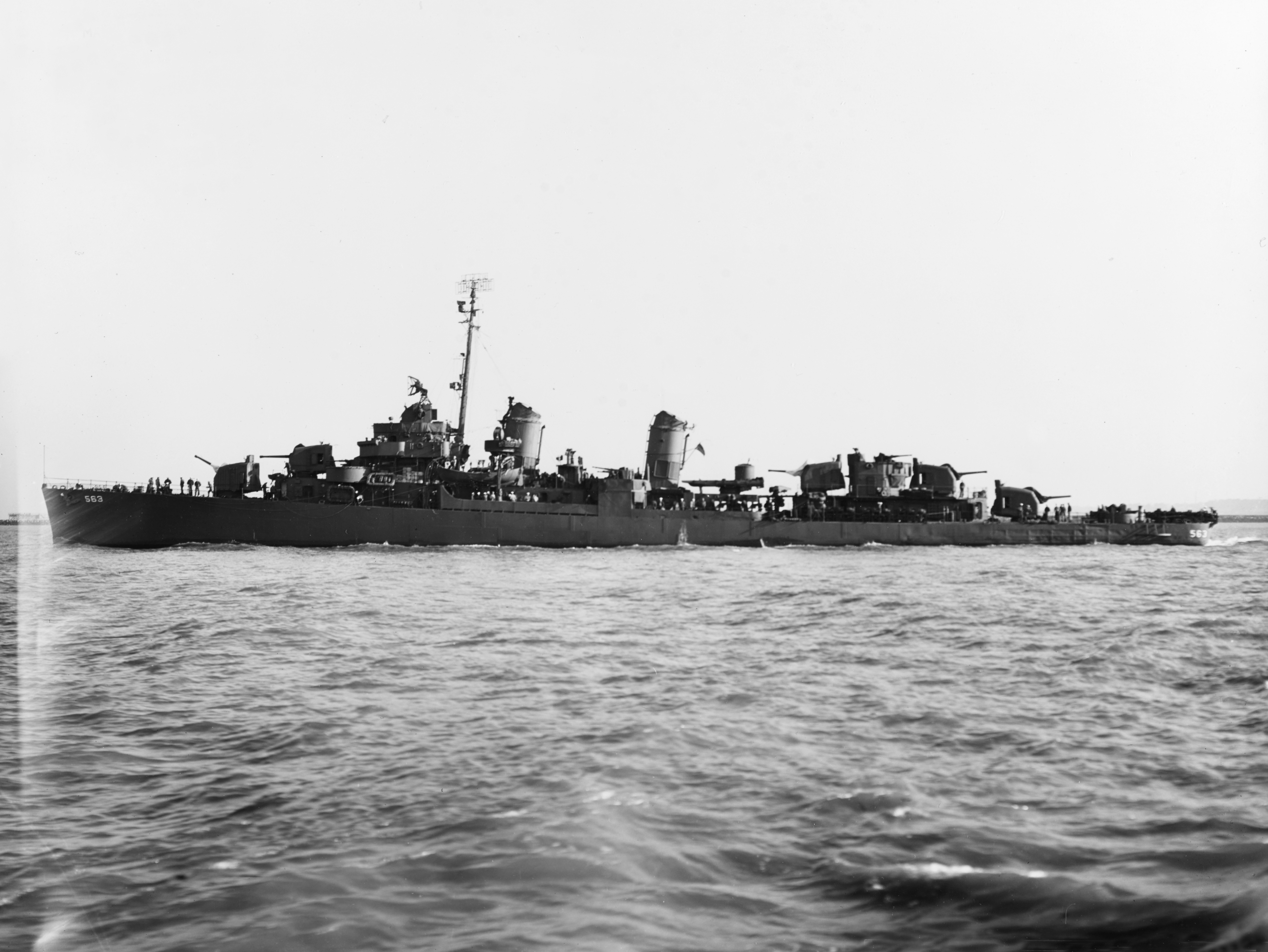
Ross vào năm 1945.

Công việc sửa chữa Ross được tiến hành, bị ngắt quãng bởi nhiều cuộc không kích thường xuyên, nhưng được tiếp tục. Đến ngày 23 tháng 11, nó được chuyển sang nơi neo đậu khu vực vận chuyển phía Bắc, và đến ngày 24 tháng 11 được kéo về vịnh San Pedro, Philippines để vào ụ nổi ARD-19. Các cuộc không kích thường xuyên của đối phương đã ngăn trở việc sửa chữa; vào ngày 28 tháng 11, con tàu chịu đựng thêm những hư hại mới. Một máy bay Nakajima Ki-44 "Tojo" đã đâm vào ụ nổi, xuyên qua thành bên mạn trái, gây một đám cháy do xăng rò rỉ trên sàn ụ nổi. Trong khi đang chữa cháy, một máy bay đối phương khác lại tấn công bắn phá, nhưng bị bắn rơi bởi hỏa lực phòng không của chính ụ nổi, của Ross và của tàu đổ bộ LST-556.
Công việc sửa chữa của Ross bị trì hoãn do công nhân ụ tàu phải sửa chữa chiếc ADR, nhưng đến ngày 13 tháng 12, chiếc tàu khu trục được kéo đi vịnh Humboldt, nơi nó được tiếp tục sửa chữa để tiếp tục hành trình, và đến ngày 2 tháng 3 năm 1945, nó về đến Xưởng hải quân Mare Island. Sau khi hoàn tất sửa chữa, chiếc tàu khu trục đi đến San Diego, California vào cuối tháng 6, và sang đầu tháng 7 đã lên đường đi Trân Châu Cảng trong hành trình quay trở lại khu vực phía Tây quần đảo Caroline. Nó đi đến Ulithi vào ngày 14 tháng 8, đúng ngày Nhật Bản tuyên bố chấp nhận đầu hàng.
Từ ngày 24 tháng 8 đến ngày 4 tháng 9, Ross làm nhiệm vụ giải cứu không-biển khi lực lượng chiếm đóng di chuyển từ Okinawa đến Tokyo. Nó tiến vào vịnh Tokyo vào ngày 5 tháng 9, và tiếp tục làm nhiệm vụ chiếm đóng cho đến tháng 10. Con tàu rời vùng biển Nhật Bản để quay trở về Hoa Kỳ vào ngày 21 tháng 10, và đến ngày 9 tháng 11, nó được cho đại tu để chuẩn bị ngừng hoạt động tại Seattle, Washington. Ross được cho xuất biên chế vào ngày 4 tháng 6 năm 1946, và được đưa về lực lượng dự bị tại San Diego.

### 1951 - 1954
Ross bị bỏ không trong năm năm tiếp theo trong thành phần Hạm đội Dự bị Thái Bình Dương tại San Diego cho đến mùa Hè năm 1951, khi nó được tái hoạt động và nhập biên chế trở lại vào ngày 27 tháng 10. Nó hoạt động ngoài khơi bờ biển phía Nam California cho đến ngày 12 tháng 3 năm 1952, khi nó rời San Diego để chuyển sang vùng bờ Đông, đi đến cảng nhà mới tại Norfolk, Virginia vào ngày 29 tháng 3. Các hoạt động tại chỗ được tiếp nối trong suốt mùa Hè, và nó đi đến Xưởng hải quân Philadelphia để đại tu và cải biến, được trang bị cột ăn-ten ba chân để hỗ trợ các thiết bị radar và phản công điện tử tiên tiến, và một cột ăn-ten ba chân khác nhỏ hơn giữa tàu để kiểm soát hỏa lực phòng không và phản công điện tử. Dàn hỏa lực phòng không 20/40 mm cũng được nâng cấp. Con tàu lại lên đường đi xuống phía Nam vào tháng 2 năm 1953, hoạt động tại vùng biển Caribe cho đến tháng 4 trước khi quay trở về nhằm chuẩn bị cho một chuyến đi mùa Hè sang Scotland và Na Uy. Đến tháng 8, nó lại hoạt động tại vùng biển Caribe rồi quay trở lại Norfolk vào tháng 9, tiếp tục các hoạt động dọc bờ biển rồi tại vùng biển Caribe. Đến mùa Xuân năm 1954, nó chuẩn bị cho một chuyến đi vòng quanh thế giới.
Ross khởi hành từ Norfolk vào ngày 20 tháng 4, băng qua kênh đào Panama và vượt Thái Bình Dương để đi đến Yokosuka, Nhật Bản vào ngày 28 tháng 5. Nó phục vụ cùng Đệ Thất hạm đội cho đến cuối tháng 8, hoạt động trong phạm vi từ biển Nhật Bản cho đến Biển Đông. Từ ngày 24 đến ngày 29 tháng 7, nó hoạt động ngoài khơi Đông Dương thuộc Pháp khi diễn ra cuộc di cư của người tị nạn từ Bắc Việt Nam đến Nam Việt Nam. Vào ngày 31 tháng 8, nó rời Sasebo, Nhật Bản cho hành trình quay trở về nhà, đi ngang qua Hong Kong, Singapore, Colombo và kênh đào Suez, vượt Địa Trung Hải và Đại Tây Dương, và về đến Norfolk vào ngày 28 tháng 10.

### 1955 - 1959

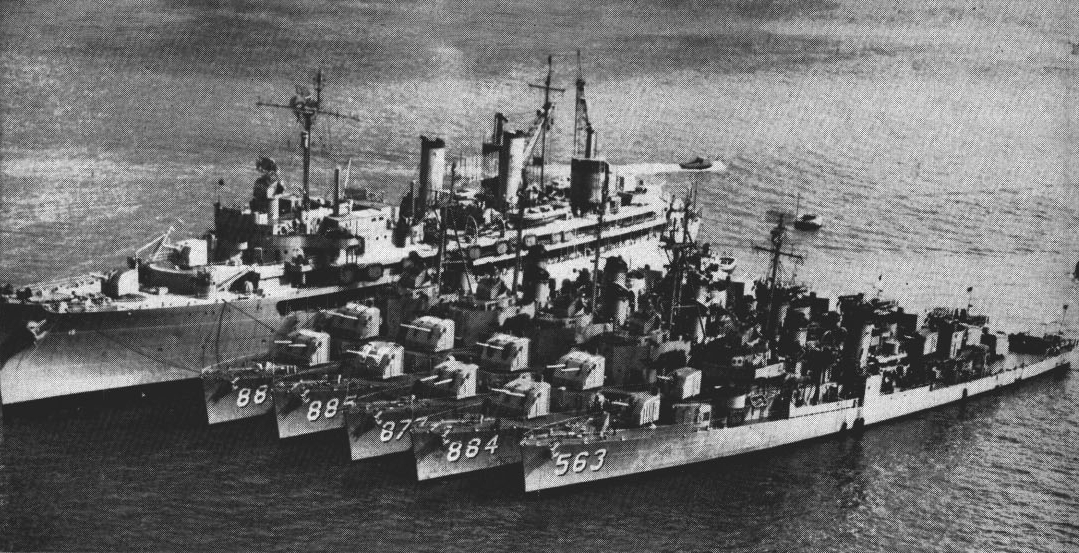
Ross cùng các tàu khu trục khác neo đậu cạnh, những năm 1950.

Sau một đợt đại tu, Ross tiếp tục các hoạt động dọc bờ biển và tại vùng biển Caribe vào tháng 5 năm 1955. Đến tháng 11, nó lên đường hướng sang phía Đông, và trong hai tháng rưỡi tiếp theo đã hoạt động cùng Đệ Lục hạm đội tại Địa Trung Hải. Quay trở về Norfolk vào ngày 26 tháng 2 năm 1956, nó tiến hành các hoạt động tại chỗ trong suốt mùa Xuân, rồi lại đi sang Bắc Âu trước khi thực tập tại vùng biển Caribe. Đến năm 1957, con tàu lại được phái sang Địa Trung Hải, rời vùng bờ Đông vào cuối tháng 10, đi đến Gibraltar, rồi băng qua kênh đào Suez vào ngày 8 tháng 11, tiếp tục hoạt động tại khu vực Hồng Hải, vịnh Ba Tư và Ấn Độ Dương cho đến giữa tháng 12. Con tàu quay ngược lại kênh đào và hoạt động cùng Đệ Lục hạm đội tại Địa Trung Hải cho đến ngày 16 tháng 2 năm 1958.
Ross quay về Norfolk vào ngày 5 tháng 3 năm 1959. Trong mùa Hè, nó thực hiến chuyến đi cuối cùng sang Bắc Âu, rồi tiếp tục hoạt động tại vùng bờ Đông. Sang tháng 7, nó hoạt động tại khu vực Key West - vịnh Guantánamo, Cuba, rồi rời Norfolk để đi Beaumont, Texas vào tháng 8, nơi nó được cho chuẩn bị ngừng hoạt động. Ross được đưa về lực lượng dự bị vào ngày 10 tháng 8, rồi được cho xuất biên chế vào ngày 6 tháng 11 năm 1959. Tên nó được cho rút khỏi danh sách Đăng bạ Hải quân vào ngày 1 tháng 12 năm 1974, và con tàu bị đánh chìm như một mục tiêu ngoài khơi Puerto Rico vào ngày 26 tháng 1 năm 1978.

## Phần thưởng
Ross được tặng thưởng năm Ngôi sao Chiến trận do thành tích phục vụ trong Thế Chiến II.